# نوكيا C2-00
نوكيا C2-00 (بالإنجليزية: Nokia C2-00)‏ هو هاتف محمول، من نوكيا تم طرحه في الأسواق في 2011.

## الخصائص
- الوزن: 74 غرام
- الذاكرة: 10 ميجابايت

1. ↑  الوصول: 27 يونيو 2018. وصلة مرجع: https://www.priceza.co.id/p/harga/nokia-c2-00/1012043.